# Torneo di Wimbledon 2025 - Singolare femminile
Il singolare femminile del torneo di tennis professionistico Torneo di Wimbledon 2025, facente parte della categoria Grande Slam nell'ambito del WTA Tour 2025, si è disputato all'All England Lawn Tennis and Croquet Club di Wimbledon, Londra, Inghilterra, dal 30 giugno al 12 luglio 2025.
In finale Iga Świątek ha sconfitto Amanda Anisimova con il punteggio di 6-0, 6-0. É il sesto titolo Slam in carriera per Świątek, il primo a Wimbledon, il ventitreesimo titolo in carriera, il primo stagionale, il primo su erba e il primo dagli Open di Francia 2024. Iga diventa l'ottava giocatrice nella Open Era a vincere uno Slam su tutte le superfici (cemento, terra rossa e erba), e la quinta più giovane di sempre da Serena Williams nel 2002. Diventa la prima polacca della storia del torneo a vincere i Wimbledon Championships ed è la prima tennista di sempre a vincere con un doppio 6-0 una finale di Wimbledon; è la seconda tennista nella Open Era a vincere una finale major senza perdere un game quando Steffi Graf sconfisse Nataša Zvereva agli Open di Francia 1988. Questa è la prima finale Slam in carriera per Anisimova, che alla fine del torneo fa il suo debutto nella top 10 della classifica mondiale, posizionandosi al numero 7.
Barbora Krejčíková era la detentrice del titolo, ma è stata sconfitta nel terzo turno da Emma Navarro.

## Statistiche sulle giocatrici e sul torneo

### Statistiche sulle giocatrici
Amanda Anisimova raggiunge per la seconda volta in carriera i quarti di finale Wimbledon dopo averli raggiunti nel 2022; in carriera, è il terzo quarto di finale in uno Slam e vanta come miglior risultato la semifinale agli Open di Francia 2019, quando aveva 17 anni. Avanzando in semifinale, Amanda raggiunge la seconda semifinale major in carriera e la prima a Wimbledon, diventando la prima statunitense a raggiungere il penultimo atto da Serena Williams nel 2019 e la più giovane a riuscirci sempre da Serena nel 2004, risultato che migliora raggiungendo la finale dove Serena è riuscita ad eccedere in entrambe le occasioni, giungendo alla prima finale Slam in carriera e diventa la prima tennista nata nel ventunesimo secolo a raggiungerla a Wimbledon. É solamente la seconda tennista durante la Open Era a raggiungere la finale in un major dopo essere stata eliminata nelle qualificazioni l'anno precedente (dopo Bianca Andreescu che ha vinto gli US Open 2019), e diventa la quarta tennista dal 1990 a battere la numero 1 del mondo durante il percorso per la finale dopo Zina Garrison (nel 1990 sconfisse Steffi Graf in semifinale), Marion Bartoli (nel 2007 sconfisse Justine Henin in semifinale) e Sabine Lisicki (nel 2013 sconfisse Serena Williams nel quarto turno).
Iga Świątek raggiunge per la seconda volta in carriera i quarti di finale Wimbledon dopo averli raggiunti nel 2023; in carriera, è il dodicesimo quarto di finale in uno Slam e il quarto consecutivo, inoltre è insieme ad Aryna Sabalenka l'unica giocatrice ad averli raggiunti nei primi tre major della stagione. Avanzando in semifinale, Iga raggiunge la nona semifinale in un major, la prima a Wimbledon, la terza consecutiva e in stagione, l'unica insieme a Sabalenka, e diventa la prima tennista polacca a raggiungere il penultimo atto da Agnieszka Radwańska nel 2015. Conquistando la finale, Świątek raggiunge la sesta finale Slam della carriera, la prima in stagione e dagli Open di Francia 2024, che ha vinto insieme a tutte le altre, diventando la prima tennista polacca a riuscirci sempre da Radwańska nel 2012, oltre ad essere all'attivo l'unica tennista ad aver raggiunto una finale major su tutte e tre le superfici.
Aryna Sabalenka raggiunge per la terza volta in carriera i quarti di finale Wimbledon, consecutivamente, dopo aver saltato le edizioni del 2022 e 2024 ed aver raggiunto le semifinali nel 2021 e 2023; in carriera, è il tredicesimo quarto di finale in uno Slam e questo è l'undicesimo raggiunto di fila, diventando la prima tennista a riuscirci da Serena Williams (che ne ha raggiunti sedici da Wimbledon 2000 agli Australian Open 2005), inoltre è insieme ad Iga Świątek l'unica giocatrice ad averli raggiunti nei primi tre major della stagione. In seguito all'accesso in semifinale, Aryna raggiunge la dodicesima semifinale in carriera in un major, la quarta consecutiva e la terza sempre consecutiva a Wimbledon, diventando la prima tennista in stagione a raggiungere la penultima fase nei primi tre Slam, condiviso poi con Świątek.
Belinda Bencic diventa la prima tennista svizzera a raggiungere i quarti Wimbledon da Viktorija Golubic nel 2021; inoltre, raggiunge per la prima volta i quarti di finale a Wimbledon e il quarto totale in carriera a livello Slam che sia al di fuori degli US Open, raggiunti in tre occasioni (2014, 2019 e 2021, nel 2019 raggiunse la semifinale). Avanzando in semifinale, Belinda raggiunge la seconda semifinale major della carriera, la prima a Wimbledon, e diventa la prima tennista svizzera a riuscirci da Martina Hingis nel 1998.
Anastasija Pavljučenkova raggiunge per la seconda volta in carriera i quarti di finale Wimbledon dopo nove anni dall'ultima volta nel 2016, eguagliando Mary Pierce con il maggior numero di divario fra un quarto di finale all'altro di nove anni (1996-2005); in carriera, è il decimo quarto di finale in uno Slam e per la prima volta dal 2011 raggiunge almeno due quarti di finale in un major nella stessa stagione, e inoltre diventa la prima tennista russa a raggiungere i quarti di finale a Wimbledon da Daria Kasatkina nel 2018, risultato condiviso con Mirra Andreeva e Ljudmila Samsonova, diventando almeno tre giocatrici che rappresentano la Russia a raggiungere le ultime otto nel torneo dal 2006 (al tempo furono Elena Dement'eva, Anastasija Myskina e Marija Šarapova).
Mirra Andreeva diventa la tennista più giovane a raggiungere gli ottavi di finale nei primi tre major dell'anno (Australian Open, Roland Garros e Wimbledon) da Nicole Vaidišová nel 2006. Raggiugendo i quarti di finale, Mirra diventa la tennista più giovane a riuscirci da Marija Šarapova nel 2005 e la prima teenager a riuscirci da Viktoryja Azaranka e Sabine Lisicki nel 2009, e inoltre diventa la prima tennista russa a raggiungere i quarti di finale a Wimbledon da Daria Kasatkina nel 2018, risultato condiviso con Anastasija Pavljučenkova e Ljudmila Samsonova, diventando almeno tre giocatrici che rappresentano la Russia a raggiungere le ultime otto nel torneo dal 2006 (al tempo furono Elena Dement'eva, Anastasija Myskina e Marija Šarapova).
Ljudmila Samsonova raggiunge per la prima volta in carriera i quarti di finale a Wimbledon e in un major, facendolo senza perdere un set, diventando l'unica quartofinalista debuttante fra le ultime otto; inoltre, diventa la prima tennista russa a raggiungere i quarti di finale a Wimbledon da Daria Kasatkina nel 2018, risultato condiviso con Mirra Andreeva e Anastasija Pavljučenkova, diventando almeno tre giocatrici che rappresentano la Russia a raggiungere le ultime otto nel torneo dal 2006 (al tempo furono Elena Dement'eva, Anastasija Myskina e Marija Šarapova).
Clara Tauson diventa la prima tennista danese a raggiungere gli ottavi di finale Wimbledon da Caroline Wozniacki nel 2017, la quale ha raggiunto lo stesso risultato in altre cinque occasioni (2009, 2010, 2011, 2014, 2015), ma mai nessuna danese si è spinta oltre al quarto turno nella Open Era.
Zeynep Sönmez diventa la prima tennista turca, femminile e maschile, a raggiungere il terzo turno a Wimbledon o in qualsiasi altro major durante la Open Era, solo Bahtiye Musluoğlu ha raggiunto il terzo turno in uno Slam agli Open di Francia nel 1950; prima di lei, Çağla Büyükakçay e Marsel İlhan non si erano mai spinti oltre il secondo turno.

### Record del torneo
Solana Sierra diventa la prima lucky loser a raggiungere gli ottavi di finale a Wimbledon durante la Open Era, in totale è la settima lucky loser di sempre a raggiungere i sedicesimi in un major; inoltre, diventa la prima tennista argentina a raggiungre gli ottavi di finale a Wimbledon da Paola Suárez nel 2004, e la prima tennista argentina a raggiungerli in qualsiasi major da Nadia Podoroska agli Open di Francia 2020, che raggiunse la semifinale da qualificata.
Laura Siegemund raggiunge per la prima volta in carriera i quarti di finale Wimbledon a 37 anni e 118 giorni, diventando la tennista più anziana a riuscirci nell'impresa durante la Open Era; in carriera, è il secondo quarto di finale in uno Slam dopo gli Open di Francia 2020 e diventa la prima tennista tedesca a riuscici da Tatjana Maria e Jule Niemeier nel 2022.

### Andamento previsione finaliste
Con le eliminazioni della seconda testa di serie Coco Gauff e della terza testa di serie Jessica Pegula nel primo turno, per la prima volta durante la Open Era due delle prime tre teste di serie sono sconfitte all'esordio in un major. Questa è la seconda volta che tre delle prime quattro teste di serie vengono eliminate prima del terzo turno, dopo il 2018. La sconfitta di Ons Jabeur nel primo turno per ritiro, e di Jasmine Paolini e Markéta Vondroušová nel secondo turno, garantiscono una finalista inedita di Wimbledon nella parte alta del tabellone, che è poi diventata Amanda Anisimova.
Con le eliminazioni di Barbora Krejčíková e Elena Rybakina nel terzo turno, è garantita una campionessa inedita di Wimbledon per l'ottava volta consecutiva, che è stata poi Iga Świątek, e per tante volte la detentrice del torneo non riesce a difendere il titolo, l'ultima a riuscirci è stata Serena Williams nel 2016. Inoltre, in seguito alle loro eliminazioni, per la prima volta in un'edizione dei Wimbledon Championships nella Open Era non è presente nessuna giocatrice nel quarto turno che abbia raggiunto in precedenza una finale a Wimbledon.

### Ultime partecipazioni
Questo torneo segna l'ultima apparizione a Wimbledon della ex numero 2 del mondo e due volte vincitrice del torneo nel 2011 e 2014 Petra Kvitová, uscita sconfitta nel primo turno dalla decima testa di serie Emma Navarro.
Questa è stata l'ultima apparizione in un torneo professionistico della ex numero 12 del mondo Yanina Wickmayer, che ha deciso di ritarsi dal tennis al termine del torneo di Wimbledon, dove è stata sconfitta nel primo turno da Renata Zarazúa.

## Teste di serie
1.    Aryna Sabalenka (semifinale)
  2.    Coco Gauff (primo turno)
  3.    Jessica Pegula (primo turno)
  4.    Jasmine Paolini (secondo turno)
  5.    Zheng Qinwen (primo turno)
  6.    Madison Keys (terzo turno)
  7.    Mirra Andreeva (quarti di finale)
  8.    Iga Świątek (Campionessa)
  9.    Paula Badosa (primo turno)
10.    Emma Navarro (quarto turno)
11.    Elena Rybakina (terzo turno)
12.    Diana Šnajder (secondo turno)
13.    Amanda Anisimova (finale)
14.    Elina Svitolina (terzo turno)
15.    Karolína Muchová (primo turno)
16.    Daria Kasatkina (terzo turno)
17.    Barbora Krejčíková (terzo turno)
18.    Ekaterina Aleksandrova (quarto turno)
19.    Ljudmila Samsonova (quarti di finale)
20.    Jeļena Ostapenko (primo turno)
21.    Beatriz Haddad Maia (secondo turno)
22.    Donna Vekić (secondo turno)
23.    Clara Tauson (quarto turno)
24.    Elise Mertens (quarto turno)
25.    Magdalena Fręch (primo turno)
26.    Marta Kostjuk (primo turno)
27.    Magda Linette (primo turno)
28.    Sofia Kenin (secondo turno)
29.    Leylah Fernandez (secondo turno)
30.    Linda Nosková (quarto turno)
31.    Ashlyn Krueger (secondo turno)
32.    McCartney Kessler (primo turno)
Clicca sul numero di testa di serie della giocatrice per visualizzare la sua sezione di tabellone.

## Wildcard
1. Jodie Burrage (primo turno)
2. Harriet Dart (primo turno)
3. Francesca Jones (primo turno)
4. Hannah Klugman (primo turno)

1. Petra Kvitová (primo turno)
2. Mika Stojsavljevic (primo turno)
3. Heather Watson (primo turno)
4. Mingge Xu (primo turno)

## Ranking protetto
1. Sorana Cîrstea (primo turno)
2. Caty McNally (secondo turno)
3. Anastasija Sevastova (primo turno)

1. Yanina Wickmayer (primo turno)
2. Zhu Lin (primo turno)

## Qualificati
1. Carson Branstine (primo turno)
2. Veronika Erjavec (secondo turno)
3. Linda Fruhvirtová (primo turno)
4. Talia Gibson (primo turno)
5. Priscilla Hon (primo turno)
6. Elsa Jacquemot (secondo turno)
7. Iva Jovic (primo turno)
8. Kaja Juvan (primo turno)

1. Petra Martić (primo turno)
2. Diane Parry (terzo turno)
3. Aljaksandra Sasnovič (secondo turno)
4. Ella Seidel (primo turno, ritirata)
5. Nina Stojanović (primo turno)
6. Taylor Townsend (primo turno)
7. Anastasija Zacharova (secondo turno)
8. Zhang Shuai (primo turno)

### Lucky loser
1. Victoria Mboko (secondo turno)

1. Solana Sierra (quarto turno)

## Tabellone

### Legenda
| - Q = Qualificato - WC = Wild card - LL = Lucky loser | - ALT = Alternate - SE = Special Exempt - PR = Protected Ranking | - w/o = Walkover - r = Ritirato - d = Squalificato |

### Parte finale
|  | Quarti di finale | Quarti di finale         | Quarti di finale         | Quarti di finale | Quarti di finale |  |  | Semifinali | Semifinali       | Semifinali     | Semifinali  | Semifinali  |   |   | Finale | Finale           | Finale           | Finale | Finale |  |
|  |                  |                          |                          |                  |                  |  |  |            |                  |                |             |             |   |   |        |                  |                  |        |        |  |
|  | 1                | Aryna Sabalenka          | 4                        | 6                | 6                |  |  |            |                  |                |             |             |   |   |        |                  |                  |        |        |  |
|  |                  | Laura Siegemund          | 6                        | 2                | 4                |  |  | 1          | Aryna Sabalenka  | 4              | 6           | 4           |   |   |        |                  |                  |        |        |  |
|  | 13               | Amanda Anisimova         | Amanda Anisimova         | 6                | 7                |  |  | 13         | Amanda Anisimova | 6              | 4           | 6           |   |   |        |                  |                  |        |        |  |
|  |                  | Anastasija Pavljučenkova | Anastasija Pavljučenkova | 1                | 69               |  |  |            |                  |                |             |             |   |   | 13     | Amanda Anisimova | Amanda Anisimova | 0      | 0      |  |
|  | 7                | Mirra Andreeva           | Mirra Andreeva           | 63               | 62               |  |  |            |                  | 8              | Iga Świątek | Iga Świątek | 6 | 6 |        |                  |                  |        |        |  |
|  |                  | Belinda Bencic           | Belinda Bencic           | 7                | 7                |  |  |            | Belinda Bencic   | Belinda Bencic | 2           | 0           |   |   |        |                  |                  |        |        |  |
|  | 8                | Iga Świątek              | Iga Świątek              | 6                | 7                |  |  | 8          | Iga Świątek      | Iga Świątek    | 6           | 6           |   |   |        |                  |                  |        |        |  |
|  | 19               | Ljudmila Samsonova       | Ljudmila Samsonova       | 2                | 5                |  |  |            |                  |                |             |             |   |   |        |                  |                  |        |        |  |

### Parte alta

#### Sezione 1
| Primo turno | Primo turno   | Primo turno | Primo turno | Primo turno | Primo turno | Primo turno |  |  | Secondo turno | Secondo turno | Secondo turno | Secondo turno | Secondo turno | Secondo turno | Secondo turno |  |  | Terzo turno | Terzo turno | Terzo turno | Terzo turno | Terzo turno | Terzo turno | Terzo turno |  |  | Quarto turno | Quarto turno | Quarto turno | Quarto turno | Quarto turno | Quarto turno | Quarto turno |
|             |               |             |             |             |             |             |  |  |               |               |               |               |               |               |               |  |  |             |             |             |             |             |             |             |  |  |              |              |              |              |              |              |              |
| 1           | A Sabalenka   | 6           | 7           |             |             |             |  |  |               |               |               |               |               |               |               |  |  |             |             |             |             |             |             |             |  |  |              |              |              |              |              |              |              |
| Q           | C Branstine   | 1           | 5           |             |             |             |  |  | 1             | A Sabalenka   | 7             | 6             |               |               |               |  |  |             |             |             |             |             |             |             |  |  |              |              |              |              |              |              |              |
|             | L Sun         | 4           | 4           |             |             |             |  |  |               | M Bouzková    | 64            | 4             |               |               |               |  |  |             |             |             |             |             |             |             |  |  |              |              |              |              |              |              |              |
|             | M Bouzková    | 6           | 6           |             |             |             |  |  |               |               |               |               |               |               |               |  |  | 1           | A Sabalenka | 7           | 6           |             |             |             |  |  |              |              |              |              |              |              |              |
|             | E Raducanu    | 6           | 6           |             |             |             |  |  |               |               |               |               |               |               |               |  |  |             | E Raducanu  | 6           | 4           |             |             |             |  |  |              |              |              |              |              |              |              |
| WC          | M Xu          | 3           | 3           |             |             |             |  |  |               | E Raducanu    | 6             | 6             |               |               |               |  |  |             |             |             |             |             |             |             |  |  |              |              |              |              |              |              |              |
|             | M Vondroušová | 6           | 7           |             |             |             |  |  |               | M Vondroušová | 3             | 3             |               |               |               |  |  |             |             |             |             |             |             |             |  |  |              |              |              |              |              |              |              |
| 32          | M Kessler     | 1           | 63          |             |             |             |  |  |               |               |               |               |               |               |               |  |  |             |             |             |             |             |             |             |  |  | 1            | A Sabalenka  | 6            | 7            |              |              |              |
| 24          | E Mertens     | 6           | 6           |             |             |             |  |  |               |               |               |               |               |               |               |  |  |             |             |             |             |             |             |             |  |  | 24           | E Mertens    | 4            | 64           |              |              |              |
| Q           | L Fruhvirtová | 4           | 2           |             |             |             |  |  | 24            | E Mertens     | 65            | 6             | 6             |               |               |  |  |             |             |             |             |             |             |             |  |  |              |              |              |              |              |              |              |
|             | A Li          | 6           | 4           | 6           |             |             |  |  |               | A Li          | 7             | 1             | 2             |               |               |  |  |             |             |             |             |             |             |             |  |  |              |              |              |              |              |              |              |
|             | V Golubic     | 3           | 6           | 1           |             |             |  |  |               |               |               |               |               |               |               |  |  | 24          | E Mertens   | 6           | 7           |             |             |             |  |  |              |              |              |              |              |              |              |
|             | V Gracheva    | 4           | 7           | 68          |             |             |  |  |               |               |               |               |               |               |               |  |  | 14          | E Svitolina | 1           | 64          |             |             |             |  |  |              |              |              |              |              |              |              |
| Q           | A Sasnovič    | 6           | 65          | 7           |             |             |  |  | Q             | A Sasnovič    | 2             | 4             |               |               |               |  |  |             |             |             |             |             |             |             |  |  |              |              |              |              |              |              |              |
|             | A Bondár      | 3           | 1           |             |             |             |  |  | 14            | E Svitolina   | 6             | 6             |               |               |               |  |  |             |             |             |             |             |             |             |  |  |              |              |              |              |              |              |              |
| 14          | E Svitolina   | 6           | 6           |             |             |             |  |  |               |               |               |               |               |               |               |  |  |             |             |             |             |             |             |             |  |  |              |              |              |              |              |              |              |

#### Sezione 2
| Primo turno | Primo turno | Primo turno | Primo turno | Primo turno | Primo turno | Primo turno |  |  | Secondo turno | Secondo turno | Secondo turno | Secondo turno | Secondo turno | Secondo turno | Secondo turno |  |  | Terzo turno | Terzo turno | Terzo turno | Terzo turno | Terzo turno | Terzo turno | Terzo turno |  |  | Quarto turno | Quarto turno | Quarto turno | Quarto turno | Quarto turno | Quarto turno | Quarto turno |
|             |             |             |             |             |             |             |  |  |               |               |               |               |               |               |               |  |  |             |             |             |             |             |             |             |  |  |              |              |              |              |              |              |              |
| 9           | P Badosa    | 2           | 6           | 4           |             |             |  |  |               |               |               |               |               |               |               |  |  |             |             |             |             |             |             |             |  |  |              |              |              |              |              |              |              |
|             | K Boulter   | 6           | 3           | 6           |             |             |  |  |               | K Boulter     | 7             | 2             | 1             |               |               |  |  |             |             |             |             |             |             |             |  |  |              |              |              |              |              |              |              |
| LL          | S Sierra    | 6           | 7           |             |             |             |  |  | LL            | S Sierra      | 67            | 6             | 6             |               |               |  |  |             |             |             |             |             |             |             |  |  |              |              |              |              |              |              |              |
|             | O Gadecki   | 2           | 68          |             |             |             |  |  |               |               |               |               |               |               |               |  |  | LL          | S Sierra    | 7           | 1           | 6           |             |             |  |  |              |              |              |              |              |              |              |
|             | A Todoni    | 4           | 4           |             |             |             |  |  |               |               |               |               |               |               |               |  |  |             | C Bucșa     | 5           | 6           | 1           |             |             |  |  |              |              |              |              |              |              |              |
|             | C Bucșa     | 6           | 6           |             |             |             |  |  |               | C Bucșa       | 6             | 6             |               |               |               |  |  |             |             |             |             |             |             |             |  |  |              |              |              |              |              |              |              |
|             | K Birrell   | 0           | 4           |             |             |             |  |  | 22            | D Vekić       | 1             | 3             |               |               |               |  |  |             |             |             |             |             |             |             |  |  |              |              |              |              |              |              |              |
| 22          | D Vekić     | 6           | 6           |             |             |             |  |  |               |               |               |               |               |               |               |  |  |             |             |             |             |             |             |             |  |  | LL           | S Sierra     | 3            | 2            |              |              |              |
| 29          | L Fernandez | 6           | 6           |             |             |             |  |  |               |               |               |               |               |               |               |  |  |             |             |             |             |             |             |             |  |  |              | L Siegemund  | 6            | 6            |              |              |              |
| WC          | H Klugman   | 1           | 3           |             |             |             |  |  | 29            | L Fernandez   | 2             | 3             |               |               |               |  |  |             |             |             |             |             |             |             |  |  |              |              |              |              |              |              |              |
|             | P Stearns   | 4           | 2           |             |             |             |  |  |               | L Siegemund   | 6             | 6             |               |               |               |  |  |             |             |             |             |             |             |             |  |  |              |              |              |              |              |              |              |
|             | L Siegemund | 6           | 6           |             |             |             |  |  |               |               |               |               |               |               |               |  |  |             | L Siegemund | 6           | 6           |             |             |             |  |  |              |              |              |              |              |              |              |
|             | O Danilović | 6           | 6           |             |             |             |  |  |               |               |               |               |               |               |               |  |  | 6           | M Keys      | 3           | 3           |             |             |             |  |  |              |              |              |              |              |              |              |
| Q           | Z Shuai     | 2           | 4           |             |             |             |  |  |               | O Danilović   | 4             | 2             |               |               |               |  |  |             |             |             |             |             |             |             |  |  |              |              |              |              |              |              |              |
|             | E-G Ruse    | 7           | 5           | 5           |             |             |  |  | 6             | M Keys        | 6             | 6             |               |               |               |  |  |             |             |             |             |             |             |             |  |  |              |              |              |              |              |              |              |
| 6           | M Keys      | 64          | 7           | 7           |             |             |  |  |               |               |               |               |               |               |               |  |  |             |             |             |             |             |             |             |  |  |              |              |              |              |              |              |              |

#### Sezione 3
| Primo turno | Primo turno   | Primo turno | Primo turno | Primo turno | Primo turno | Primo turno |  |  | Secondo turno | Secondo turno | Secondo turno | Secondo turno | Secondo turno | Secondo turno | Secondo turno |  |  | Terzo turno | Terzo turno | Terzo turno | Terzo turno | Terzo turno | Terzo turno | Terzo turno |  |  | Quarto turno | Quarto turno | Quarto turno | Quarto turno | Quarto turno | Quarto turno | Quarto turno |
|             |               |             |             |             |             |             |  |  |               |               |               |               |               |               |               |  |  |             |             |             |             |             |             |             |  |  |              |              |              |              |              |              |              |
| 4           | J Paolini     | 2           | 6           | 6           |             |             |  |  |               |               |               |               |               |               |               |  |  |             |             |             |             |             |             |             |  |  |              |              |              |              |              |              |              |
| PR          | A Sevastova   | 6           | 3           | 2           |             |             |  |  | 4             | J Paolini     | 6             | 4             | 4             |               |               |  |  |             |             |             |             |             |             |             |  |  |              |              |              |              |              |              |              |
|             | K Rachimova   | 5           | 6           | 6           |             |             |  |  |               | K Rachimova   | 4             | 6             | 6             |               |               |  |  |             |             |             |             |             |             |             |  |  |              |              |              |              |              |              |              |
|             | A Itō         | 7           | 3           | 2           |             |             |  |  |               |               |               |               |               |               |               |  |  |             | K Rachimova | 6           | 5           |             |             |             |  |  |              |              |              |              |              |              |              |
|             | E Lys         | 6           | 5           | 6           |             |             |  |  |               |               |               |               |               |               |               |  |  | 30          | L Nosková   | 7           | 7           |             |             |             |  |  |              |              |              |              |              |              |              |
|             | Y Yuan        | 4           | 7           | 2           |             |             |  |  |               | E Lys         | 2             | 6             | 3             |               |               |  |  |             |             |             |             |             |             |             |  |  |              |              |              |              |              |              |              |
|             | B Pera        | 2           | 4           |             |             |             |  |  | 30            | L Nosková     | 6             | 2             | 6             |               |               |  |  |             |             |             |             |             |             |             |  |  |              |              |              |              |              |              |              |
| 30          | L Nosková     | 6           | 6           |             |             |             |  |  |               |               |               |               |               |               |               |  |  |             |             |             |             |             |             |             |  |  | 30           | L Nosková    | 2            | 7            | 4            |              |              |
| 21          | B Haddad Maia | 7           | 6           |             |             |             |  |  |               |               |               |               |               |               |               |  |  |             |             |             |             |             |             |             |  |  | 13           | A Anisimova  | 6            | 5            | 6            |              |              |
|             | R Šramková    | 67          | 4           |             |             |             |  |  | 21            | B Haddad Maia | 67            | 1             |               |               |               |  |  |             |             |             |             |             |             |             |  |  |              |              |              |              |              |              |              |
| WC          | H Dart        | 6           | 3           | 5           |             |             |  |  |               | D Gálfi       | 7             | 6             |               |               |               |  |  |             |             |             |             |             |             |             |  |  |              |              |              |              |              |              |              |
|             | D Gálfi       | 3           | 6           | 7           |             |             |  |  |               |               |               |               |               |               |               |  |  |             | D Gálfi     | 3           | 7           | 3           |             |             |  |  |              |              |              |              |              |              |              |
| PR          | Y Wickmayer   | 0           | 3           |             |             |             |  |  |               |               |               |               |               |               |               |  |  | 13          | A Anisimova | 6           | 5           | 6           |             |             |  |  |              |              |              |              |              |              |              |
|             | R Zarazúa     | 6           | 6           |             |             |             |  |  |               | R Zarazúa     | 4             | 3             |               |               |               |  |  |             |             |             |             |             |             |             |  |  |              |              |              |              |              |              |              |
|             | J Putinceva   | 0           | 0           |             |             |             |  |  | 13            | A Anisimova   | 6             | 6             |               |               |               |  |  |             |             |             |             |             |             |             |  |  |              |              |              |              |              |              |              |
| 13          | A Anisimova   | 6           | 6           |             |             |             |  |  |               |               |               |               |               |               |               |  |  |             |             |             |             |             |             |             |  |  |              |              |              |              |              |              |              |

#### Sezione 4
| Primo turno | Primo turno     | Primo turno | Primo turno | Primo turno | Primo turno | Primo turno |  |  | Secondo turno | Secondo turno   | Secondo turno | Secondo turno | Secondo turno | Secondo turno | Secondo turno |  |  | Terzo turno | Terzo turno     | Terzo turno | Terzo turno | Terzo turno | Terzo turno | Terzo turno |  |  | Quarto turno | Quarto turno    | Quarto turno | Quarto turno | Quarto turno | Quarto turno | Quarto turno |
|             |                 |             |             |             |             |             |  |  |               |                 |               |               |               |               |               |  |  |             |                 |             |             |             |             |             |  |  |              |                 |              |              |              |              |              |
| 12          | D Šnajder       | 7           | 6           |             |             |             |  |  |               |                 |               |               |               |               |               |  |  |             |                 |             |             |             |             |             |  |  |              |                 |              |              |              |              |              |
|             | M Uchijima      | 65          | 3           |             |             |             |  |  | 12            | D Šnajder       | 4             | 1             |               |               |               |  |  |             |                 |             |             |             |             |             |  |  |              |                 |              |              |              |              |              |
| Q           | D Parry         | 4           | 6           | 6           |             |             |  |  | Q             | D Parry         | 6             | 6             |               |               |               |  |  |             |                 |             |             |             |             |             |  |  |              |                 |              |              |              |              |              |
| Q           | P Martić        | 6           | 3           | 2           |             |             |  |  |               |                 |               |               |               |               |               |  |  | Q           | D Parry         | 4           | 2           |             |             |             |  |  |              |                 |              |              |              |              |              |
|             | V Tomova        | 7           | 2           |             |             |             |  |  |               |                 |               |               |               |               |               |  |  |             | S Kartal        | 6           | 6           |             |             |             |  |  |              |                 |              |              |              |              |              |
|             | O Jabeur        | 65          | 0           | r           |             |             |  |  |               | V Tomova        | 2             | 2             |               |               |               |  |  |             |                 |             |             |             |             |             |  |  |              |                 |              |              |              |              |              |
|             | S Kartal        | 7           | 2           | 6           |             |             |  |  |               | S Kartal        | 6             | 6             |               |               |               |  |  |             |                 |             |             |             |             |             |  |  |              |                 |              |              |              |              |              |
| 20          | J Ostapenko     | 5           | 6           | 2           |             |             |  |  |               |                 |               |               |               |               |               |  |  |             |                 |             |             |             |             |             |  |  |              | S Kartal        | 63           | 4            |              |              |              |
| 31          | A Krueger       | 6           | 6           |             |             |             |  |  |               |                 |               |               |               |               |               |  |  |             |                 |             |             |             |             |             |  |  |              | A Pavljučenkova | 7            | 6            |              |              |              |
| WC          | M Stojsavljevic | 3           | 2           |             |             |             |  |  | 31            | A Krueger       | 64            | 4             |               |               |               |  |  |             |                 |             |             |             |             |             |  |  |              |                 |              |              |              |              |              |
|             | A Pavljučenkova | 4           | 6           | 6           |             |             |  |  |               | A Pavljučenkova | 7             | 6             |               |               |               |  |  |             |                 |             |             |             |             |             |  |  |              |                 |              |              |              |              |              |
|             | A Tomljanovic   | 6           | 3           | 2           |             |             |  |  |               |                 |               |               |               |               |               |  |  |             | A Pavljučenkova | 3           | 6           | 6           |             |             |  |  |              |                 |              |              |              |              |              |
|             | N Ōsaka         | 6           | 7           |             |             |             |  |  |               |                 |               |               |               |               |               |  |  |             | N Ōsaka         | 6           | 4           | 4           |             |             |  |  |              |                 |              |              |              |              |              |
| Q           | T Gibson        | 4           | 64          |             |             |             |  |  |               | N Ōsaka         | 6             | 6             |               |               |               |  |  |             |                 |             |             |             |             |             |  |  |              |                 |              |              |              |              |              |
|             | K Siniaková     | 7           | 4           | 6           |             |             |  |  |               | K Siniaková     | 3             | 2             |               |               |               |  |  |             |                 |             |             |             |             |             |  |  |              |                 |              |              |              |              |              |
| 5           | Q Zheng         | 5           | 6           | 1           |             |             |  |  |               |                 |               |               |               |               |               |  |  |             |                 |             |             |             |             |             |  |  |              |                 |              |              |              |              |              |

### Parte bassa

#### Sezione 5
| Primo turno | Primo turno   | Primo turno | Primo turno | Primo turno | Primo turno | Primo turno |  |  | Secondo turno | Secondo turno | Secondo turno | Secondo turno | Secondo turno | Secondo turno | Secondo turno |  |  | Terzo turno | Terzo turno  | Terzo turno | Terzo turno | Terzo turno | Terzo turno | Terzo turno |  |  | Quarto turno | Quarto turno | Quarto turno | Quarto turno | Quarto turno | Quarto turno | Quarto turno |
|             |               |             |             |             |             |             |  |  |               |               |               |               |               |               |               |  |  |             |              |             |             |             |             |             |  |  |              |              |              |              |              |              |              |
| 7           | M Andreeva    | 6           | 6           |             |             |             |  |  |               |               |               |               |               |               |               |  |  |             |              |             |             |             |             |             |  |  |              |              |              |              |              |              |              |
|             | M Sherif      | 3           | 3           |             |             |             |  |  | 7             | M Andreeva    | 6             | 7             |               |               |               |  |  |             |              |             |             |             |             |             |  |  |              |              |              |              |              |              |              |
|             | J Teichmann   | 4           | 5           |             |             |             |  |  |               | L Bronzetti   | 1             | 64            |               |               |               |  |  |             |              |             |             |             |             |             |  |  |              |              |              |              |              |              |              |
|             | L Bronzetti   | 6           | 7           |             |             |             |  |  |               |               |               |               |               |               |               |  |  | 7           | M Andreeva   | 6           | 6           |             |             |             |  |  |              |              |              |              |              |              |              |
|             | H Baptiste    | 60          | 6           | 6           |             |             |  |  |               |               |               |               |               |               |               |  |  |             | H Baptiste   | 1           | 3           |             |             |             |  |  |              |              |              |              |              |              |              |
| PR          | S Cîrstea     | 7           | 1           | 2           |             |             |  |  |               | H Baptiste    | 7             | 6             |               |               |               |  |  |             |              |             |             |             |             |             |  |  |              |              |              |              |              |              |              |
| LL          | V Mboko       | 6           | 6           |             |             |             |  |  | LL            | V Mboko       | 6             | 3             |               |               |               |  |  |             |              |             |             |             |             |             |  |  |              |              |              |              |              |              |              |
| 25          | M Fręch       | 3           | 2           |             |             |             |  |  |               |               |               |               |               |               |               |  |  |             |              |             |             |             |             |             |  |  | 7            | M Andreeva   | 6            | 6            |              |              |              |
| 17          | B Krejčíková  | 3           | 6           | 6           |             |             |  |  |               |               |               |               |               |               |               |  |  |             |              |             |             |             |             |             |  |  | 10           | E Navarro    | 2            | 3            |              |              |              |
|             | A Eala        | 6           | 2           | 1           |             |             |  |  | 17            | B Krejčíková  | 6             | 3             | 6             |               |               |  |  |             |              |             |             |             |             |             |  |  |              |              |              |              |              |              |              |
|             | C Dolehide    | 6           | 6           |             |             |             |  |  |               | C Dolehide    | 4             | 6             | 2             |               |               |  |  |             |              |             |             |             |             |             |  |  |              |              |              |              |              |              |              |
|             | A Rus         | 2           | 2           |             |             |             |  |  |               |               |               |               |               |               |               |  |  | 17          | B Krejčíková | 6           | 3           | 4           |             |             |  |  |              |              |              |              |              |              |              |
|             | V Kudermetova | 6           | 6           |             |             |             |  |  |               |               |               |               |               |               |               |  |  | 10          | E Navarro    | 2           | 6           | 6           |             |             |  |  |              |              |              |              |              |              |              |
| PR          | L Zhu         | 3           | 2           |             |             |             |  |  |               | V Kudermetova | 1             | 2             |               |               |               |  |  |             |              |             |             |             |             |             |  |  |              |              |              |              |              |              |              |
| WC          | P Kvitová     | 3           | 1           |             |             |             |  |  | 10            | E Navarro     | 6             | 6             |               |               |               |  |  |             |              |             |             |             |             |             |  |  |              |              |              |              |              |              |              |
| 10          | E Navarro     | 6           | 6           |             |             |             |  |  |               |               |               |               |               |               |               |  |  |             |              |             |             |             |             |             |  |  |              |              |              |              |              |              |              |

#### Sezione 6
| Primo turno | Primo turno    | Primo turno | Primo turno | Primo turno | Primo turno | Primo turno |  |  | Secondo turno | Secondo turno  | Secondo turno | Secondo turno | Secondo turno | Secondo turno | Secondo turno |  |  | Terzo turno | Terzo turno    | Terzo turno | Terzo turno | Terzo turno | Terzo turno | Terzo turno |  |  | Quarto turno | Quarto turno   | Quarto turno | Quarto turno | Quarto turno | Quarto turno | Quarto turno |
|             |                |             |             |             |             |             |  |  |               |                |               |               |               |               |               |  |  |             |                |             |             |             |             |             |  |  |              |                |              |              |              |              |              |
| 15          | K Muchová      | 5           | 2           |             |             |             |  |  |               |                |               |               |               |               |               |  |  |             |                |             |             |             |             |             |  |  |              |                |              |              |              |              |              |
|             | Xin Wang       | 7           | 6           |             |             |             |  |  |               | Xin Wang       | 5             | 5             |               |               |               |  |  |             |                |             |             |             |             |             |  |  |              |                |              |              |              |              |              |
|             | Z Sönmez       | 7           | 6           |             |             |             |  |  |               | Z Sönmez       | 7             | 7             |               |               |               |  |  |             |                |             |             |             |             |             |  |  |              |                |              |              |              |              |              |
|             | J Cristian     | 63          | 3           |             |             |             |  |  |               |                |               |               |               |               |               |  |  |             | Z Sönmez       | 3           | 61          |             |             |             |  |  |              |                |              |              |              |              |              |
|             | S Lamens       | 6           | 6           |             |             |             |  |  |               |                |               |               |               |               |               |  |  | 18          | E Aleksandrova | 6           | 7           |             |             |             |  |  |              |                |              |              |              |              |              |
| Q           | I Jovic        | 1           | 1           |             |             |             |  |  |               | S Lamens       | 4             | 0             |               |               |               |  |  |             |                |             |             |             |             |             |  |  |              |                |              |              |              |              |              |
| Q           | P Hon          | 2           | 5           |             |             |             |  |  | 18            | E Aleksandrova | 6             | 6             |               |               |               |  |  |             |                |             |             |             |             |             |  |  |              |                |              |              |              |              |              |
| 18          | E Aleksandrova | 6           | 7           |             |             |             |  |  |               |                |               |               |               |               |               |  |  |             |                |             |             |             |             |             |  |  | 18           | E Aleksandrova | 64           | 4            |              |              |              |
| 27          | M Linette      | 7           | 1           | 4           |             |             |  |  |               |                |               |               |               |               |               |  |  |             |                |             |             |             |             |             |  |  |              | B Bencic       | 7            | 6            |              |              |              |
| Q           | E Jacquemot    | 67          | 6           | 6           |             |             |  |  | Q             | E Jacquemot    | 6             | 1             | 2             |               |               |  |  |             |                |             |             |             |             |             |  |  |              |                |              |              |              |              |              |
|             | A Parks        | 0           | 3           |             |             |             |  |  |               | B Bencic       | 4             | 6             | 6             |               |               |  |  |             |                |             |             |             |             |             |  |  |              |                |              |              |              |              |              |
|             | B Bencic       | 6           | 6           |             |             |             |  |  |               |                |               |               |               |               |               |  |  |             | B Bencic       | 6           | 3           | 7           |             |             |  |  |              |                |              |              |              |              |              |
|             | K Volynets     | 3           | 7           | 6           |             |             |  |  |               |                |               |               |               |               |               |  |  |             | E Cocciaretto  | 4           | 6           | 67          |             |             |  |  |              |                |              |              |              |              |              |
|             | T Maria        | 6           | 64          | 1           |             |             |  |  |               | K Volynets     | 0             | 4             |               |               |               |  |  |             |                |             |             |             |             |             |  |  |              |                |              |              |              |              |              |
|             | E Cocciaretto  | 6           | 6           |             |             |             |  |  |               | E Cocciaretto  | 6             | 6             |               |               |               |  |  |             |                |             |             |             |             |             |  |  |              |                |              |              |              |              |              |
| 3           | J Pegula       | 2           | 3           |             |             |             |  |  |               |                |               |               |               |               |               |  |  |             |                |             |             |             |             |             |  |  |              |                |              |              |              |              |              |

#### Sezione 7
| Primo turno | Primo turno   | Primo turno | Primo turno | Primo turno | Primo turno | Primo turno |  |  | Secondo turno | Secondo turno | Secondo turno | Secondo turno | Secondo turno | Secondo turno | Secondo turno |  |  | Terzo turno | Terzo turno | Terzo turno | Terzo turno | Terzo turno | Terzo turno | Terzo turno |  |  | Quarto turno | Quarto turno | Quarto turno | Quarto turno | Quarto turno | Quarto turno | Quarto turno |
|             |               |             |             |             |             |             |  |  |               |               |               |               |               |               |               |  |  |             |             |             |             |             |             |             |  |  |              |              |              |              |              |              |              |
| 8           | I Świątek     | 7           | 6           |             |             |             |  |  |               |               |               |               |               |               |               |  |  |             |             |             |             |             |             |             |  |  |              |              |              |              |              |              |              |
|             | P Kudermetova | 5           | 1           |             |             |             |  |  | 8             | I Świątek     | 5             | 6             | 6             |               |               |  |  |             |             |             |             |             |             |             |  |  |              |              |              |              |              |              |              |
| PR          | C McNally     | 6           | 6           |             |             |             |  |  | PR            | C McNally     | 7             | 2             | 1             |               |               |  |  |             |             |             |             |             |             |             |  |  |              |              |              |              |              |              |              |
| WC          | J Burrage     | 3           | 1           |             |             |             |  |  |               |               |               |               |               |               |               |  |  | 8           | I Świątek   | 6           | 6           |             |             |             |  |  |              |              |              |              |              |              |              |
|             | C Osorio      | 3           | 2           |             |             |             |  |  |               |               |               |               |               |               |               |  |  |             | D Collins   | 2           | 3           |             |             |             |  |  |              |              |              |              |              |              |              |
|             | D Collins     | 6           | 6           |             |             |             |  |  |               | D Collins     | 6             | 6             |               |               |               |  |  |             |             |             |             |             |             |             |  |  |              |              |              |              |              |              |              |
| Q           | V Erjavec     | 3           | 6           | 6           |             |             |  |  | Q             | V Erjavec     | 4             | 1             |               |               |               |  |  |             |             |             |             |             |             |             |  |  |              |              |              |              |              |              |              |
| 26          | M Kostjuk     | 6           | 3           | 4           |             |             |  |  |               |               |               |               |               |               |               |  |  |             |             |             |             |             |             |             |  |  | 8            | I Świątek    | 6            | 6            |              |              |              |
| 23          | C Tauson      | 2           | 6           | 6           |             |             |  |  |               |               |               |               |               |               |               |  |  |             |             |             |             |             |             |             |  |  | 23           | C Tauson     | 4            | 1            |              |              |              |
| WC          | H Watson      | 6           | 4           | 3           |             |             |  |  | 23            | C Tauson      | 6             | 7             |               |               |               |  |  |             |             |             |             |             |             |             |  |  |              |              |              |              |              |              |              |
|             | A Kalinskaja  | 6           | 7           |             |             |             |  |  |               | A Kalinskaja  | 3             | 610           |               |               |               |  |  |             |             |             |             |             |             |             |  |  |              |              |              |              |              |              |              |
| Q           | N Stojanović  | 3           | 64          |             |             |             |  |  |               |               |               |               |               |               |               |  |  | 23          | C Tauson    | 7           | 6           |             |             |             |  |  |              |              |              |              |              |              |              |
|             | M Sakkarī     | 6           | 6           |             |             |             |  |  |               |               |               |               |               |               |               |  |  | 11          | E Rybakina  | 6           | 3           |             |             |             |  |  |              |              |              |              |              |              |              |
|             | A Blinkova    | 4           | 4           |             |             |             |  |  |               | M Sakkarī     | 3             | 1             |               |               |               |  |  |             |             |             |             |             |             |             |  |  |              |              |              |              |              |              |              |
|             | È Avanesyan   | 2           | 1           |             |             |             |  |  | 11            | E Rybakina    | 6             | 6             |               |               |               |  |  |             |             |             |             |             |             |             |  |  |              |              |              |              |              |              |              |
| 11          | E Rybakina    | 6           | 6           |             |             |             |  |  |               |               |               |               |               |               |               |  |  |             |             |             |             |             |             |             |  |  |              |              |              |              |              |              |              |

#### Sezione 8
| Primo turno | Primo turno      | Primo turno | Primo turno | Primo turno | Primo turno | Primo turno |  |  | Secondo turno | Secondo turno    | Secondo turno | Secondo turno | Secondo turno | Secondo turno | Secondo turno |  |  | Terzo turno | Terzo turno      | Terzo turno | Terzo turno | Terzo turno | Terzo turno | Terzo turno |  |  | Quarto turno | Quarto turno     | Quarto turno | Quarto turno | Quarto turno | Quarto turno | Quarto turno |
|             |                  |             |             |             |             |             |  |  |               |                  |               |               |               |               |               |  |  |             |                  |             |             |             |             |             |  |  |              |                  |              |              |              |              |              |
| 16          | D Kasatkina      | 7           | 6           |             |             |             |  |  |               |                  |               |               |               |               |               |  |  |             |                  |             |             |             |             |             |  |  |              |                  |              |              |              |              |              |
|             | E Arango         | 5           | 3           |             |             |             |  |  | 16            | D Kasatkina      | 6             | 4             | 6             |               |               |  |  |             |                  |             |             |             |             |             |  |  |              |                  |              |              |              |              |              |
|             | I-C Begu         | 7           | 1           | 6           |             |             |  |  |               | I-C Begu         | 2             | 6             | 1             |               |               |  |  |             |                  |             |             |             |             |             |  |  |              |                  |              |              |              |              |              |
| Q           | K Juvan          | 6           | 6           | 3           |             |             |  |  |               |                  |               |               |               |               |               |  |  | 16          | D Kasatkina      | 2           | 3           |             |             |             |  |  |              |                  |              |              |              |              |              |
|             | J Starodubceva   | 1           | 6           | 6           |             |             |  |  |               |                  |               |               |               |               |               |  |  | 19          | L Samsonova      | 6           | 6           |             |             |             |  |  |              |                  |              |              |              |              |              |
| WC          | F Jones          | 6           | 3           | 1           |             |             |  |  |               | J Starodubceva   | 2             | 1             |               |               |               |  |  |             |                  |             |             |             |             |             |  |  |              |                  |              |              |              |              |              |
|             | M Joint          | 3           | 2           |             |             |             |  |  | 19            | L Samsonova      | 6             | 6             |               |               |               |  |  |             |                  |             |             |             |             |             |  |  |              |                  |              |              |              |              |              |
| 19          | L Samsonova      | 6           | 6           |             |             |             |  |  |               |                  |               |               |               |               |               |  |  |             |                  |             |             |             |             |             |  |  | 19           | L Samsonova      | 7            | 7            |              |              |              |
| 28          | S Kenin          | 7           | 6           |             |             |             |  |  |               |                  |               |               |               |               |               |  |  |             |                  |             |             |             |             |             |  |  |              | J Bouzas Maneiro | 5            | 5            |              |              |              |
| Q           | T Townsend       | 65          | 2           |             |             |             |  |  | 28            | S Kenin          | 1             | 64            |               |               |               |  |  |             |                  |             |             |             |             |             |  |  |              |                  |              |              |              |              |              |
|             | J Bouzas Maneiro | 6           | 3           |             |             |             |  |  |               | J Bouzas Maneiro | 6             | 7             |               |               |               |  |  |             |                  |             |             |             |             |             |  |  |              |                  |              |              |              |              |              |
| Q           | E Seidel         | 3           | 2           | r           |             |             |  |  |               |                  |               |               |               |               |               |  |  |             | J Bouzas Maneiro | 6           | 2           | 6           |             |             |  |  |              |                  |              |              |              |              |              |
|             | V Azaranka       | 2           | 6           | 1           |             |             |  |  |               |                  |               |               |               |               |               |  |  |             | D Jastrems'ka    | 1           | 6           | 3           |             |             |  |  |              |                  |              |              |              |              |              |
| Q           | A Zacharova      | 6           | 2           | 6           |             |             |  |  | Q             | A Zacharova      | 7             | 5             | 68            |               |               |  |  |             |                  |             |             |             |             |             |  |  |              |                  |              |              |              |              |              |
|             | D Jastrems'ka    | 7           | 6           |             |             |             |  |  |               | D Jastrems'ka    | 5             | 7             | 7             |               |               |  |  |             |                  |             |             |             |             |             |  |  |              |                  |              |              |              |              |              |
| 2           | C Gauff          | 63          | 1           |             |             |             |  |  |               |                  |               |               |               |               |               |  |  |             |                  |             |             |             |             |             |  |  |              |                  |              |              |              |              |              |